# SN 1965J
SN 1965J – supernowa odkryta 31 sierpnia 1965 roku w galaktyce NGC 1310. W momencie odkrycia miała maksymalną jasność 18,00m.